# Adolfo Costa Du Rels
Adolfo Costas Du Rels (Sucre, 19 de junio de 1891- La Paz 26 de mayo de 1980) fue un escritor, dramaturgo y diplomático boliviano nacido en Sucre, considerado uno de los autores más representativos de la literatura boliviana.

## Primeros años
Nació en Sucre, de madre boliviana de ascendencia portuguesa, Amelia du Rels y Medeiros y padre francés natural de Córcega, un ingeniero de profesión que llegó a Bolivia para trabajar. Cuando falleció su madre, su padre lo llevó a París y a Córcega donde hizo estudios básicos y residió por varios años.
Durante su estancia en Francia realizó estudios universitarios en Aix-en-Provence.

## Política
Costa du Rels dedicó gran parte de su vida a la política diplomática. Desempeñó cargos públicos como:
- Ministro de Hacienda (1928)
- Delegado boliviano ante la Sociedad de Naciones (1931)
- Ministro Plenipotenciario en Suiza y la Ciudad del Vaticano (1937-1943)
- Embajador en Argentina (1943-1944)

## Obra Literaria
Costa du Rels desarrolló en Francia gran parte de su obra, que abarca todos los géneros literarios. Como dramaturgo, destacan obras como Los Estandartes del Rey (Les étendards du roi, 1956), galardonada con el premio Gulbenkian de la Academia del Mundo Latino, París,  en 1974. 
Su producción narrativa es considerada de las más representativas e influyentes de la literatura boliviana del siglo XX. Se destacan Tierras Hechizadas (Terres embrasées, 1931), considerada una de las mejores novelas bolivianas, Laguna H-3 (Lagune H-3, 1938), que aborda la temática de la Guerra del Chaco, o Los Andes no creen en Dios (1973), que fue adaptada para cine en 2007 por Antonio Eguino. 
Entre los cuentos de Costa du Rels, La Miskki Simi es uno de los más conocidos y ha sido publicado en antologías y colecciones bolivianas de cuento. Este cuento apareció primero en El traje del arlequín (1921) y posteriormente en El embrujo del oro (1948). 
Las versiones en castellano de su trabajo son en muchos casos traducciones, ya que fueron escritas originalmente en francés. 

### Poesía
- Le sourire návre (La sonrisa desgarrada) (en francés, 1922)
- Amaritudine (Gran premio para la poesía internacional de la sociedad de poetas franceses, 1949)
- Poemas (1988)

### Novelas
- "Terres embrasées: roman" ("Tierra ardiente: novela"). Pequeña ilustración (en francés). París, Francia (233-235). 1931
- Tierras hechizadas. Club del libro A.L.A. (1940) p. 221
- La Laguna H. 3  (1967) p. 219
- Los Andes no creen en Dios (1973)

### Teatro
- Hacia el atardecer (1919)
- La hantise de l'or (La obsesión por el oro) (en francés, 1928)
- Las fuerzas del mal (1940)
- Les forces du silence (Las fuerzas del silencio) (en francés 1944)
- Les étendards du Roi: pièce en trois actes (Los estandartes del Rey: pieza en tres actos) (en francés, 1956)
- El signo del fuego (1957)
- El quinto jinete (1967)

### Cuento
- El traje del arlequín (1921)
- "Lagune H. 3: récit". La Petite Illustration. Paris France (869) ("Laguna H. 3: narrativa". La pequeña ilustración. París, Francia) (1938)
- El embrujo del oro (1948)
- "La Plata del diablo"
- "La Miskki Simi" (cuento, aparece en El traje del arlequín y ro)

### Ensayos
- Problèmes d'une paix: Documents diplomatiques sur le conflit du Chaco (Problemas de Paz: Documentos Diplomáticos sobre el Conflicto Chaco) (en francés). J. Guerry. 1933. p. 76.

- El drama del escritor bilingüe (1941)
- Los cruzados de alta mar (1954)

## Galardones
- Gran Cruz de la Orden de Isabel la Católica (1949)[3]
- Premio Nacional de Literatura (1976)
- Gran Cruz del Cóndor de los Andes

## Homenaje
En la ciudad de La Paz una unidad educativa lleva su nombre.